# Detroit Diesel
Detroit Diesel Corporation (DDC) — американський виробник дизельних двигунів зі штаб-квартирою в Детройті, штат Мічиган, США є дочірньою компанією Daimler Trucks North America, яка є в свою чергу дочірньою компанією німецького концерну Daimler AG. Компанія виробляє надпотужні двигуни і компоненти шасі для шосейних і професійних комерційних вантажівок. Detroit Diesel побудовано більше 5 млн машин з 1938 року більше 1 млн з яких все ще знаходяться в експлуатації по всьому світу. Лінія продуктів Detroit Diesel включає в себе двигуни, мости, коробки передач і віртуальну техніку.
Двигуни, трансмісії, і осі Detroit можна знайти в вантажівках Daimler Trucks North America, включаючи Freightliner, Western Star, SelecTrucks, Freightliner Custom Chassis і Thomas Built Buses.